# Mike Herrera
Michael Arthur Herrera (Bremerton, 6 novembre 1976) è un cantante statunitense, conosciuto soprattutto per essere la voce del gruppo pop punk MxPx.
Tra i tre membri della band, Herrera è quello che può considerarsi il leader: oltre a suonare il basso e la tastiera, è anche il principale autore dei testi delle canzoni; inoltre è uno dei fondatori del gruppo (infatti gli MxPx si esibirono per la prima volta nel cortile della sua casa).
Oltre che con gli MxPx, è impegnato anche con altre due band: i The Cootees (insieme a Jiles Brandon, Tom Wisniewski e Dale Yob) e il gruppo country Tumbledown (insieme ai The Rocky Point All Stars from Bremerton).
Nel 2001 si è sposato con la sua attuale moglie, Holly. Attualmente vivono entrambi a Bremerton.

## Discografia

### Album in studio
- 1994 - Pokinatcha
- 1995 - Teenage Politics
- 1996 - Life in General
- 1998 - Slowly Going the Way of the Buffalo
- 2000 - The ever passing moment
- 2003 - Before Everything & After
- 2005 - Panic
- 2007 - Secret Weapon

### EP
- 1995 - On the Cover
- 1996 - Move to Bremerton
- 2001 - The Renaissance EP

### Compilation
- 1998 - Let It Happen
- 2002 - Ten Years and Running
- 2006 - Let's Rock

### Album Live
- 1999 - At the Show